# John Baptist Kaggwa
John Baptist Kaggwa (ur. 23 marca 1943 w Bulenga, zm. 20 stycznia 2021 w Kampali) – ugandyjski duchowny rzymskokatolicki, w latach 1998–2019 biskup Masaki. Wcześniej od 1994 do 1998 pozostawał biskupem koadiutorem tej diecezji.
Zmarł 20 stycznia 2021 na COVID-19.